# 坂田敦哉
坂田 敦哉（さかた あつや、1999年3月11日 - ）は、日本の映像作家、映画監督。

## 来歴
大阪市立工芸高等学校映像デザイン科を卒業。
大阪芸術大学在籍中に自らが監督を務め高校時代からの同級生である島原大知と共に自主制作で完成させた「FITHING CAMERAMAN」が福岡インディペンデント映画祭 2018で審査委員長を務めた犬童一心の目に留まり、「20分部門グランプリ」を受賞。
その後、「FITHING CAMERAMAN」で数々の映画祭で評価され短編版「宮田バスターズ(株)」を監督。今作の約2年の歳月を経て長編版として「宮田バスターズ(株)-大⾧編-」を制作し池袋シネマ・ロサにて一か月上映、TOHOシネマズ日比谷 にて一日限定公開、沖縄国際映画祭にて招待作品として上映された後、奥山和由氏が製作に携わり株式会社シネメディアからの配給により「帰ってきた宮田バスターズ(株)」として2022年8月20日より全国公開を行った。
現在は東京都港区西麻布に本社を置く映像制作会社ビービーメディアに所属しながら自主製作映画の製作を行っている。

## 作品、受賞歴等
「FITHING CAMERAMAN」
- 福岡インディペンデント映画祭 2018 - 20分部門グランプリ
- 第3回立川名画座通り映画祭 - 審査員特別賞
- 第20回ハンブルグ日本映画祭 - 正式上映
- 韓国釜山インターシティ映画祭 - 招待上映
- 第61回 TOKYO 月イチ映画祭 - 選出

「宮田バスターズ(株)」
- カナザワ映画祭 2019 - 期待の新人監督 選出
- 門真国際映画祭映画部門 2018 - 優秀作品賞
- 第74回 TOKYO 月イチ映画祭 - グランプリ
- 夜空と交差する森の映画祭 2019 - 正式出品
- 第24回ながおか映画祭 - 審査員特別賞
- 第9回きりゅう映画祭 - 入選
- 下北沢映画祭 2019 - 入選
- 神戸インディペンデント映画祭 2019 - 審査員特別賞
- 第16回全国自主怪獣映画選手権 - グランプリ
- 第18回西東京市民映画祭 - 技術賞
- 第17回うえだ城下町映画祭 - 入選
- 第21回ドイツハンブルク日本映画祭 - 正式上映

「宮田バスターズ(株)-大⾧編-」
- 池袋シネマ・ロサ - 一か月上映
- TOHOシネマズ日比谷 - 一日限定公開
- 沖縄国際映画祭 - 招待作品

「帰ってきた宮田バスターズ(株)」
- 配給会社：株式会社シネメディア 製作：奥山和由
- 上映館数 約20館（キネカ大森、池袋シネマ・ロサ、第七藝術劇場 等）